# 제임스 스털링 (수학자)
제임스 스털링(영어: James Stirling, IPA: [dʒeɪmz ˈstɜɹlɪŋ], 1692~1770)은 영국의 수학자이다. 스털링 수와 스털링 근사를 발견하였다.

## 생애

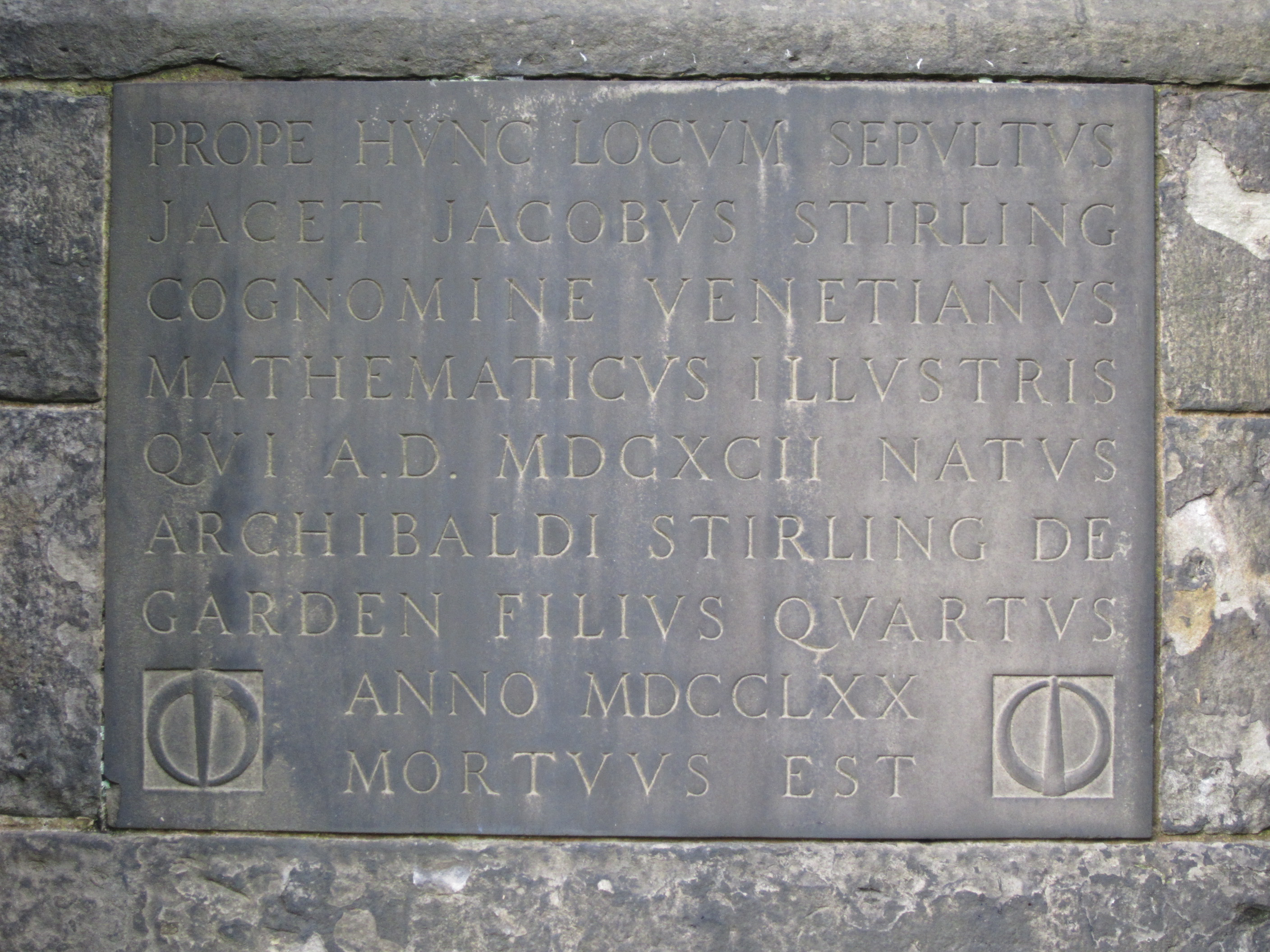
에든버러 그레이프라이어스 교회(Greyfriars Kirk) 공동 묘지에 있는 스털링의 묘

1692년 5월 스코틀랜드 스털링의 가든(영어: Garden)에서 태어났다. 아버지는 아치볼드 스털링(영어: Archibald Stirling)이었으며, 스코틀랜드의 귀족이었다.
18세에 옥스퍼드 대학교에 입학하였다. 1715년에 가족이 재커바이트의 난에 연루되어 강제로 퇴학당했다. 이후 이탈리아 베네치아로 가 수학 교수가 되었다.
유리 공예가 발달한 베네치아에서 유리 장인의 비법을 발견한 스털링은 암살을 피하여 1725년에 영국 런던으로 귀국하였다. 런던에서 10년 동안 있었으며, 1735년에 스코틀랜드 광업 회사(영어: Scots Mining Company)에 취직하였다. 이를 위하여 스코틀랜드 사우스래너크셔 레드힐스(영어: Leadhills)에 대저택을 건설하여 거주하였다. 이 저택은 현재 스코틀랜드 광업 회사 저택(영어: Scots Mining Company House)으로 불리며 현재 영국의 문화 유산으로 지정되어 있다. 또한, 스코틀랜드 글래스고에 글래스고 항(영어: Port Glasgow)을 건설하기 위한 측량 작업에도 기여하였다.
1770년에 에든버러에서 사망하였다. 사후 에든버러 그레이프라이어스 교회(영어: Greyfriars Kirk) 공동 묘지에 매장되었다.

## 저서

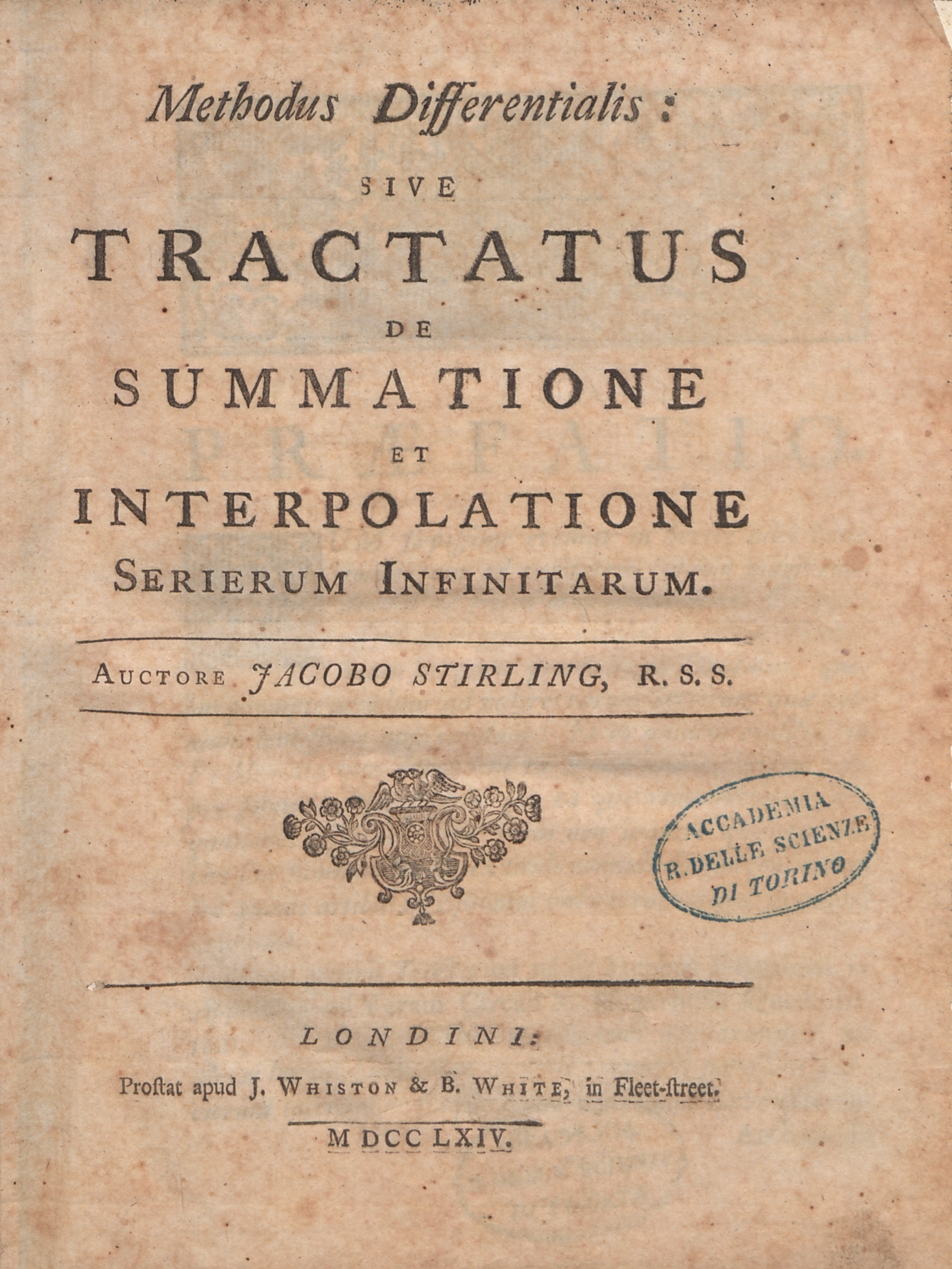
스털링의 《미분법》 표지

- Stirling, Jacobus (1717). 《Lineæ tertii ordinis Newtonianæ, sive illustratio tractatus d. Newtoni de enumeratione linearum tertii ordinis. Cui subjungitur, solutio trium problematum》 (라틴어). 옥스퍼드.
  - 《뉴턴의 3차 곡선: 또는 뉴턴의 3차 곡선의 목록에 대한 논문에 대한 해설》. 아이작 뉴턴의 3차 대수 곡선의 분류를 엄밀히 증명하였다.
- Stirling, Jacobus (1764). 《Methodus differentialis: sive tractatus de summatione et interpolatione serierum infinitarum》 (라틴어). 런던: Typis Gul. Bowyer. Impenſis G. Strahan ad Inſigne Globi aurati e regione.
  - 《미분법: 또는 무한 급수의 합과 보간에 대한 논문》. 이 책에서 스털링 수가 최초로 사용되었다.